# The Cascades
The Cascades foram um grupo vocal americano mais conhecido pelo seu single "Rhythm of the Rain", gravado em 1962 e que se tornou um hit internacional no ano seguinte.

## Carreira
Em 1960, os Silver Trands eram um grupo composto por membros da marinha americana que serviam no navio USS Jason (AR-8) com base em San Diego, Califórnia. Eles recrutaram John Gummoe, que originalmente atuara como empresário do grupo, e deixaram a marinha para tornarem-se The Thundernotes. Após a saída do guitarrista original Len Green, a formação do grupo se consolidou com John Claude Gummoe (vocal), Eddie Snyder (guitarra), David Szabo (teclados), Dave Stevens (baixo) e Dave Wilson (bateria). Seu primeiro single foi uma música instrumental chamada "Thunder Rhythm", lançado pela gravadora Del-Fi.
Influenciado pelos Beach Boys, o grupo começou a se interessar mais em harmonia vocal. Eles gravaram demos que acabaram nas mãos de Barry De Vorzon da gravadora Valiant Records, uma subsidiária da Warner Brothers, que assinou contrato com eles e, inspirado por uma caixa de detergente para máquina de lavar louça que estava próxima a ele, também mudou o nome do grupo para The Cascades. Seu primeiro lançamento, "There's A Reason", se tornou um sucesso local, e, no verão de 1962, eles foram ao Gold Star Studios, localizado em Los Angeles, onde gravaram uma canção que Gummoe havia escrito na época da marinha enquanto trabalhava de vigia durante uma tempestade. Os músicos na gravação incluíam os "Wrecking Crew" - Hal Blaine na bateria, Carol Kaye no baixo e Glen Campbell na guitarra - e teve arranjo de Perry Botkin. "Rhythm of the Rain" foi lançada em Novembro de 1962, chegou ao 3º lugar na parada Billboard Hot 100 americana no começo de 1963, chegou ao 5º lugar na parada britânica UK Singles Chart, e tornou-se um grande sucesso em mais de 60 países. O single da música vendeu mais de um milhão de cópias e foi premiado com disco de ouro.
The Cascades continuaran a gravar, tendo produzido um álbum e diversos outros singles, incluindo o subsequente "The Last Leaf", mas nenhum deles obteve o mesmo sucesso de seu maior hit. O grupo continuou a ser muito tocado nas rádios de sua cidade natal, San Diego. O cover da música "Truly Julie's Blues", de Bob Lind, feito pelo grupo foi tocado nas rádios americanas KCBQ e KGB em 1966, e a canção "Maybe The Rain Will Fall" se saiu relativamente bem nas paradas das rádios de San Diego no verão de 1969.
O grupo permaneceu ativo por alguns anos, tocando em clubes locais de San Francisco, como o The Cinnamon Cinder, e por vezes, fazendo turnê. em 1967, The Cascades apareceram no cinema na comédia adolescente Catalina Caper, produzida pela Crown International Pictures, na qual cantavam uma versão da música "There's A New World" de Ray Davies do grupo The Kinks.
Em 1967, Gummoe deixou o grupo para seguir em carreira solo e mais tarde formou a banda Kentucky Express. The Cascades, ainda com os membros originais Wilson e Snyder, se separaram em 1975. Posteriormente, Snyder gravou músicas country sob o nome de Eddie Preston.  Gummoe gravou um remix dance de "Rhythm of the Rain" em 1990.  O grupo se reuniu em 1995 e depois em 2004, fazendo turnê nos EUA e nas Filipinas, onde possuíam fãs. Dave Wilson morreu em 2000, com 63 anos de idade.
Uma coletânea em CD dos melhores momentos do grupo The Cascades foi lançada em 1999. No mesmo ano, a BMI (Broadcast Music Inc.) anunciou as "100 Melhores Canções de Todos os Tempos" (Top 100 Songs of the Century) a serem tocadas nas rádios e programas de televisão dos EUA, com "Rhythm of the Rain" em 9º lugar.

## Discografia parcial

### Singles
| Ano  | Título                     | U.S. Hot 100 | UK Singles Chart |
| ---- | -------------------------- | ------------ | ---------------- |
| 1963 | "Rhythm of the Rain"       | 3            | 5                |
| 1963 | "The Last Leaf"            | 60           | -                |
| 1963 | "Shy Girl"                 | 91           | -                |
| 1963 | "For Your Sweet Love"      | 86           | -                |
| 1969 | "Maybe The Rain Will Fall" | 61           | -                |

### Álbuns
- Rhythm of The Rain (1963)
- What Goes On Inside (1968)
- Maybe The Rain Will Fall (1969)
- Rhythm of the Rain (1971) Compilation
- The Very Best of The Cascades (1999)
- Hits and Rarities (2001)
- All The Way To Yesterday (2006)